# Brandon Williams (futbolista)
Brandon Paul Brian Williams (Mánchester, Inglaterra, 3 de septiembre de 2000) es un futbolista británico que juega en la posición de defensa para el Hull City A. F. C. de la EFL Championship.

## Trayectoria
Tras empezar a formarse como futbolista en el Manchester United F. C., tras dos años subió al primer equipo, haciendo su debut el 25 de septiembre de 2019 en la Copa de la Liga contra el Rochdale A. F. C., llegando a jugar desde el inicio de la segunda parte al sustituir a Phil Jones. Su debut en la Premier League se produjo el 20 de octubre en un partido contra el Liverpool. Jugó un total de 50 partidos con el equipo mancuniano antes de ser cedido en agosto de 2021 al Norwich City F. C. por una temporada. Tras la misma regresó a Mánchester, donde permaneció una campaña antes de volver a ser prestado al Ipswich Town F. C. Al finalizar esta cesión abandonó definitivamente el Manchester United al expirar su contrato.
A mediados de 2025 realizó la pretemporada con el Hull City A. F. C. y disputó algunos amistosos. Finalmente, el 15 de agosto firmó por un año más otro opcional.

## Vida personal
Brandon ha acumulado diversos problemas con la ley relacionados con la conducción. El 20 de agosto de 2023 se vio implicado en un accidente de tráfico, por el que se le condenó por conducción temeraria y sin seguro. El 3 de mayo de 2024 perdió el carnet por acumular 30 puntos de sanciones. El 14 de marzo de 2025 se declaró culpable de conducción temeraria y, de nuevo, sin seguro a terceros. Finalmente el 23 de mayo de ese mismo año fue sentenciado a 14 meses de cárcel.

## Estadísticas

### Clubes
Actualizado al último partido disputado el 4 de mayo de 2024.
| Club                               | Div.          | Temporada     | Liga  | Liga  | Copas nacionales | Copas nacionales | Copas internacionales | Copas internacionales | Total | Total |
| Club                               | Div.          | Temporada     | Part. | Goles | Part.            | Goles            | Part.                 | Goles                 | Part. | Goles |
| ---------------------------------- | ------------- | ------------- | ----- | ----- | ---------------- | ---------------- | --------------------- | --------------------- | ----- | ----- |
| Manchester United F. C. Inglaterra | 1.ª           | 2019-20       | 17    | 1     | 11               | 0                | 8                     | 0                     | 36    | 1     |
| Manchester United F. C. Inglaterra | 1.ª           | 2020-21       | 4     | 0     | 4                | 0                | 6                     | 0                     | 14    | 0     |
| Norwich City F. C. Inglaterra      | 1.ª           | 2021-22       | 26    | 0     | 3                | 0                | —                     | —                     | 29    | 0     |
| Norwich City F. C. Inglaterra      | Total club    | Total club    | 26    | 0     | 3                | 0                | 0                     | 0                     | 29    | 0     |
| Manchester United F. C. Inglaterra | 1.ª           | 2022-23       | 0     | 0     | 1                | 0                | 0                     | 0                     | 1     | 0     |
| Manchester United F. C. Inglaterra | Total club    | Total club    | 21    | 1     | 16               | 0                | 14                    | 0                     | 51    | 1     |
| Ipswich Town F. C. Inglaterra      | 2.ª           | 2023-24       | 15    | 2     | 2                | 0                | —                     | —                     | 17    | 2     |
| Ipswich Town F. C. Inglaterra      | Total club    | Total club    | 15    | 2     | 2                | 0                | 0                     | 0                     | 17    | 2     |
| Hull City A. F. C. Inglaterra      | 2.ª           | 2025-26       | 0     | 0     | 0                | 0                | ―                     | ―                     | 0     | 0     |
| Hull City A. F. C. Inglaterra      | Total club    | Total club    | 0     | 0     | 0                | 0                | 0                     | 0                     | 0     | 0     |
| Total carrera                      | Total carrera | Total carrera | 62    | 3     | 21               | 0                | 14                    | 0                     | 97    | 3     |
| 1. 2.                              |               |               |       |       |                  |                  |                       |                       |       |       |

## Palmarés

### Títulos nacionales
| Título          | Club                    | País       | Año  |
| --------------- | ----------------------- | ---------- | ---- |
| Copa de la Liga | Manchester United F. C. | Inglaterra | 2023 |